# المماليك البايات

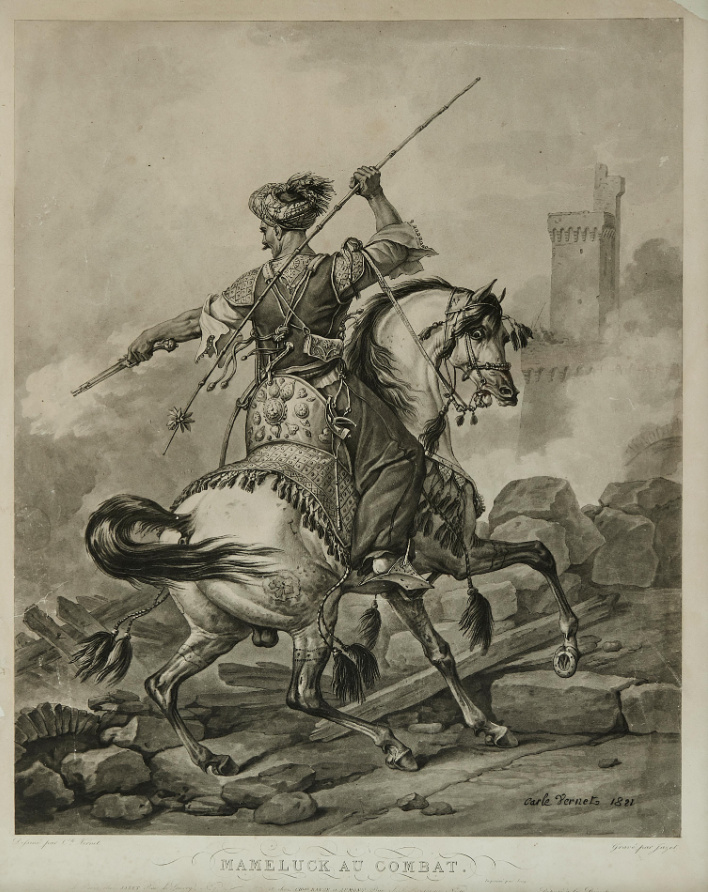

المماليك البايات أو المماليك البكوات، هو الاسم الذي صار يطلق على مماليك مصر منذ الفتح العثماني لمصر عام 1517م على يد السلطان سليم الأول.

شعار المماليك البايات

مرت دولة المماليك عبر تاريخها بثلاث مراحل، الأولى منذ بدايتها على يد السلطان عز الدين أيبك وسميت بدولة المماليك البحرية وتميزت بتولي سلاطين ذو أصل تركي (من أرض تركستان في سهوب وسط آسيا حالياً وليس تركيا الآن). السلطان المنصور قلاوون يعتبر سلطان محوري في هذه الدولة، إذ أن سلالته من أبناؤه وأحفاده قد حكمت حتى نهايتها عام 1382م عبر انقلاب عسكري قام به الظاهر سيف الدين برقوق، أصبح الأخير مؤسس الدولة المملوكية الثانية والتي عرفت باسم المماليك البرجية وتميزت عن سابقتها بأن مماليكها كانوا من الشركس (هجمات تتار القرم على جنوب روسيا هي أصلهم) وكانوا يجلبون عبر تجار جنوة والبندقية ليباعوا في أرض مصر والشام وبذلك فإن السلالة الحاكمة قد تغيرت من الأتراك إلى الشراكسة حتى الغزو العثماني.
عند دخول السلطان سليم للقاهرة عام 1517 م فإنه قد أمر بمحو كافة المماليك عن ظهر الأرض، لكن بعد استتباب الأمر له بأسر السلطان طومان باي وإعدامه فإن سياسته من إبادة المماليك قد تغيرت إلى إعطائهم الأمان وقبول خدمتهم له وأعادهم إلى وظائفهم كما كانوا برواتب أقل مما كانوا يحصلون عليه قبل بكثير، ويرجع سبب تغيير استراتيجيته من إهلاكهم لدمجهم لسببين: الأول أن الأراضي المفتوحة كانت شاسعة وتزيد الحمل على قواته لإدارتها وهو بالأساس يحتاج قواته لمواجهة أعدائه من الصفويون والأوروبيون، وأن المماليك بحكم تربيهم في تلك الأراضي وحكمهم لها فهم أكثر من يكون قادر على إدارتها. أما السبب الثاني فيرجع إلى زوال التهديد المملوكي على دولته بإعدام طومان باي وهلاك كامل الجيش المملوكي تقريباً في المواجهات التي دارت قبل وبعد الدخول للقاهرة.
بعد ذلك، أصبح المماليك جباه الضرائب داخل الولاية وكونوا قوة دفاع محلية عينت كفرقة إضافية للدفاع عن مصر بجوار القوات العثمانية وكان أول استخدام لها هي قمع تمرد للجنود الانكشارية عام 1518م. وشارك 800 من مماليك الفرقة في غزو رودس الذي قام به نجل سليم السلطان سليمان القانوني عام 1522م.التغيير الثالث الذي حدث كان في تزايد قوة امراء المماليك في فترات ضعف الدولة العثمانية في القرنين السابع عشر والثامن عشر، إذ زاد جلب المماليك الصغار من أراضي جورجيا الحالية وأصبحوا المتحكمين الرئيسيين في مصر وغدا منصب شيخ البلد (وكان يعطى لأقوى الأمراء وأوفرهم مماليكاً) الحاكم الفعلي للبلاد بينما أصبح الوالي العثماني حاكماً صورياً للبلاد حتى أنه في عهد علي بك الكبير شيخ البلد فإنه أعلن إستقلاله وضم الحجاز والشام إلى أراضيه مستغلاً الحرب العثمانية الروسية، قبل أن تتمكن الدولة من الإتصال بقائد جيشه (محمد أبو الدهب) وتعده بشياخة البلد، لينقلب على سيده ويعيد مصر للخلافة العثمانية مرة أخرى، وظل وجود المماليك البكوات في مصر حاضراً حتى تمام إفنائهم على يد محمد علي باشا عام 1811م في مذبحة القلعة الشهيرة

## شيخ البلد (البكوات)
- 1- قاسم عيواظ بك
- 2- إسماعيل بك بن قاسم عيواظ بك
- 3- شركس بك
- 4- ذو الفقار بك
- 5- عثمان بك
- 6- إبراهيم كخيا
- 7- حسين بك (الأول) الخشاب
- 8- رضوان بك
- 9- حسين بك (الثاني) المقتول
- 10- خليل بك.[1]

## المماليك البايات من عهد علي بك
- علي بك الكبير:(1768- 13/4/1773)
- محمد بك أبو الدهب:(13/4/1773- 10/6/1775)
- إمارة ثلاثية تضم إبراهيم بك(الحاكم المدني) ومراد بك(الحاكم العسكري) ويوسف بك(أمير الحج): (26/6/1775- أغسطس 1777)
- إسماعيل بك(شيخ البلد):(أغسطس 1777- فبراير 1778)
- مراد بك(أمير الحج):(فبراير 1778- 1786) بالمشاركة في الحكم مع:
- إسماعيل بك(شيخ البلد):(فبراير 1778- 1786)
- إمارة ثلاثية تضم إسماعيل بك(شيخ البلد) وعلي بك الدفتردار وحسن بك(أمير الحج):(1786- 1790).
- مراد بك (أمير الحج):(1790- 25/7/1798) بالمشاركة في الحكم مع:
- إبراهيم بك (شيخ البلد):(1790- 25/7/1798)